# Трихуторівка
Трихуторівка — селище в Україні, у Звенигородському районі Черкаської області, у складі Вільшанської селищної громади.
Чисельність селищної громади у 1979 році становила близько 200 чоловік, у 1989 році — 80, а за переписом 2001 року — 61.

## Географія
Селище розташоване за 3 км на південний захід від села Петрики та за 7 км на північний захід від містечка Вільшани, простягаючись з південного сходу на північний захід двома невеликими вулицями, одна з яких, західна, має довжину 1,7 км, друга, східна — 0,5 км.
Поверхня селищної території являє собою підвищену полого-хвилясту рівнину, розчленовану долиною річки Гнилець, а також кількома невеликими балками, що є морфоскульптурними додатками першої.
Селом протікає річка Безіменна.
Загальний перепад висот становить близько 55 метрів, більші з яких окреслюються ізогіпсою 210 м, а менші опускаються до 155 м.

## Історія
Поселення було засноване на початку XIX  століття як два окремих хутори — Гебалів та Різників, отримавши свої назви від прізвищ своїх перших поселенців, козаків Гебала та Різника. На час селянської реформи 1861 року в згаданих хуторах, які ще інакше називалися Мазниківськими, що пов'язано з тодішньою назвою річки Гнилець — Мазник, загалом проживало 70 жителів. Як і село Сегединці, так і хутори, на землях якого вони знаходилися, на той час належали поміщику Петру Павловичу Енгельгардту, а в адміністративному відношенні входили до складу Пединівської волості Звенигородського повіту.
У квітні 1923 року хутори, будучи підпорядковані Сегединській сільській раді, увійшли до складу новоутвореного району.
На початку 1926 року хутори Гебалів та Різників, а також хутір Ільченків, що також перебував у складі Сегединської сільради, були об'єднані в один населений пункт, якому і було дано назву Трихуторівка. На той час в новоспеченому населеному пункті нараховувалося 74 двори та мешкало 406 мешканців, у тому числі 199 чоловіків та 207 жінок.
У 1929 році, під час примусової колективізації, у Трихуторівці було організовано колективне господарство під назвою «Червона Зірка», що як окремий суб'єкт господарювання діяло аж до початку 1950-х років, після чого його було приєднано до колгоспу «Перше Травня» села Петрики.
Пізніше у 50-60-ті роки в селищі діяла невелика тваринницька ферма, працювали клуб, бібліотека, медичний пункт, продуктова крамниця. Нині, з невпинним занепадом селища, всі з цих об'єктів, окрім продуктової крамниці, припинили свою діяльність.
Село постраждало внаслідок геноциду українського народу, проведеного окупаційним урядом СССР 1932—1933 та 1946–1947 роках.
На початку 1960-х років після розформування Сегединської сільської Ради Трихуторівка разом з Сегединцями увійшли до складу Петриківської сільради. У той же час хутір Ільченків виокремився зі складу Трихуторівки в окремий населений пункт, відтак з того ж часу Трихуторівку вірніше було б називати Двохуторівкою, однак селище тим не менше зберегло свою попередню назву.
У 2010-х роках село визнано офіційно мертвим. Там не залишилося жодного мешканця.[джерело?]